# I 500 migliori brani musicali secondo Rolling Stone
La lista dei 500 migliori brani musicali secondo Rolling Stone è un elenco pubblicato dalla rivista specializzata statunitense Rolling Stone.
Pubblicata l'11 dicembre 2003 e successivamente aggiornata più volte nel corso degli anni di pari passo con l'uscita di nuovi brani ritenuti meritevoli di farne parte, fu redatta da una giuria scelta dalla redazione composta da 172 musicisti, critici musicali ed esperti dell'industria discografica statunitense, per determinare le 500 migliori canzoni di tutti i tempi. La lista è simile alle altre redatte dalla stessa rivista dei 500 migliori album e dei 100 migliori chitarristi. 
Gli aggiornamenti di cui sopra sono stati apportati alla lista rispettivamente nel 2010, nel 2021 e nel 2024, anno a cui risale l'ultima versione.

## Prime 40 posizioni (edizione 2003)
1. Like a Rolling Stone - Bob Dylan (1965)
2. (I Can't Get No) Satisfaction - Rolling Stones (1965)
3. Imagine - John Lennon (1971)
4. What's Going On - Marvin Gaye (1971)
5. Respect - Aretha Franklin (1967)
6. Good Vibrations - The Beach Boys (1966)
7. Johnny B. Goode - Chuck Berry (1958)
8. Hey Jude - The Beatles (1968)
9. Smells Like Teen Spirit - Nirvana (1991)
10. What'd I Say - Ray Charles (1959)
11. My Generation - The Who (1965)
12. A Change Is Gonna Come - Sam Cooke (1964)
13. Yesterday - The Beatles (1965)
14. Blowin' in the Wind - Bob Dylan (1963)
15. London Calling - The Clash (1979)
16. I Want to Hold Your Hand - The Beatles (1963)
17. Purple Haze - The Jimi Hendrix Experience (1967)
18. Maybellene - Chuck Berry (1955)
19. Hound Dog - Elvis Presley (1956)
20. Let It Be - The Beatles (1970)
21. Born to Run - Bruce Springsteen (1975)
22. Be My Baby - The Ronettes (1963)
23. In My Life - The Beatles (1965)
24. People Get Ready - The Impressions (1965)
25. God Only Knows - The Beach Boys (1966)
26. (Sittin' on) the Dock of the Bay - Otis Redding (1968)
27. Layla - Derek and the Dominos (1971)
28. A Day in the Life - The Beatles (1967)
29. Help! - The Beatles (1965)
30. I Walk the Line - Johnny Cash (1956)
31. Stairway to Heaven - Led Zeppelin (1971)
32. Sympathy for the Devil - The Rolling Stones (1968)
33. River Deep - Mountain High - Ike & Tina Turner (1966)
34. You've Lost That Lovin' Feelin' - The Righteous Brothers (1965)
35. Light My Fire - The Doors (1966)
36. One - U2 (1992)
37. No Woman, No Cry - Bob Marley & The Wailers (1975)
38. Gimme Shelter - The Rolling Stones (1969)
39. That'll Be the Day - The Crickets (1957)
40. Dancing in the Street - Martha Reeves and The Vandellas (1964)

## Numero di canzoni per ogni decennio
- 1940: 2 canzoni (0.4%)
- 1950: 72 canzoni (14.4%)
- 1960: 204 canzoni (40.8%)
- 1970: 141 canzoni (28.2%)
- 1980: 57 canzoni (11.4%)
- 1990: 22 canzoni (4.4%)
- 2000: 3 canzoni (0.6%)

## Aggiornamento 2010
Nel maggio 2010 Rolling Stone aggiornò la lista, che venne pubblicata in un numero speciale e in formato digitale per iPod e iPad. Questa lista differiva molto poco da quella del 2004: vennero infatti aggiunte solo canzoni degli anni 2000. La top ten rimase uguale e la migliore nuova canzone fu Crazy di Gnarls Barkley, aggiunta in posizione 100. Oltre a questo brano, vennero aggiunte le seguenti 25 nuove canzoni:
- Crazy in Love di Beyoncé insieme a Jay-Z (numero 118)
- Moment of Surrender degli U2 (numero 160)
- 99 Problems di Jay-Z (numero 172)
- Rehab di Amy Winehouse (numero 194)
- Paper Planes di M.I.A. (numero 236)
- Mississippi di Bob Dylan (numero 260)
- Jesus Walks di Kanye West (numero 273)
- Seven Nation Army dei White Stripes (numero 286)
- One More Time dei Daft Punk (numero 307)
- Take Me Out dei Franz Ferdinand (numero 327)
- Beautiful Day degli U2 (numero 345)
- Maps di Yeah Yeah Yeahs (numero 386)
- Umbrella di Rihanna insieme a Jay-Z (numero 412)
- Juicy di The Notorious B.I.G. (numero 424)
- American Idiot dei Green Day (numero 432)
- In da Club di 50 Cent (numero 448)
- Get Ur Freak On di Missy Elliott (numero 466)
- Big Pimpin' di Jay-Z insieme a UGK (numero 467)
- Last Nite di The Strokes (numero 478)
- Since U Been Gone di Kelly Clarkson (numero 482)
- Cry Me a River di Justin Timberlake (numero 484)
- Clocks dei Coldplay (numero 490)
- Time to Pretend di MGMT (numero 493)
- Ignition (Remix) di R. Kelly (numero 494)
- The Rising di Bruce Springsteen (numero 497)

## Aggiornamento 2021
Il 18 settembre 2021 Rolling Stone ha aggiornato nuovamente la classifica, questa volta stravolgendola, aggiungendo 254 brani non presenti nella precedente lista.
Di seguito la lista completa:
- 1. Aretha Franklin, Respect
- 2. Public Enemy, Fight the Power
- 3. Sam Cooke, A Change Is Gonna Come
- 4. Bob Dylan, Like a Rolling Stone
- 5. Nirvana, Smells Like Teen Spirit
- 6. Marvin Gaye, What’s Going On
- 7. The Beatles, Strawberry Fields Forever
- 8. Missy Elliott, Get Ur Freak On
- 9. Fleetwood Mac, Dreams
- 10. Outkast, Hey Ya!
- 11. The Beach Boys, God Only Knows
- 12. Stevie Wonder, Superstition
- 13. The Rolling Stones, Gimme Shelter
- 14. The Kinks, Waterloo Sunset
- 15. The Beatles, I Want to Hold Your Hand
- 16. Beyoncé feat. Jay-Z, Crazy in Love
- 17. Queen, Bohemian Rhapsody
- 18. Prince and the Revolution, Purple Rain
- 19. John Lennon, Imagine
- 20. Robyn, Dancing on My Own
- 21. Billie Holiday, Strange Fruit
- 22. The Ronettes, Be My Baby
- 23. David Bowie, "Heroes"
- 24. The Beatles, A Day in the Life
- 25. Kanye West feat. Pusha T, Runaway

- 26. Joni Mitchell, A Case of You
- 27. Bruce Springsteen, Born to Run
- 28. Talking Heads, Once in a Lifetime
- 29. Dr. Dre feat. Snoop Dogg, Nuthin' But a "G" Thang
- 30. Lorde, Royals
- 31. The Rolling Stones, (I Can't Get No) Satisfaction
- 32. Notorious B.I.G., Juicy
- 33. Chuck Berry, Johnny B. Goode
- 34. James Brown, Papa's Got a Brand New Bag
- 35. Little Richard, Tutti Frutti
- 36. The White Stripes, Seven Nation Army
- 37. Prince and The Revolution, When Doves Cry
- 38. Otis Redding, (Sittin' on) the Dock of the Bay
- 39. Outkast, B.O.B.
- 40. The Jimi Hendrix Experience, All Along the Watchtower
- 41. Joy Division, Love Will Tear Us Apart
- 42. Bob Marley and the Wailers, Redemption Song
- 43. The Temptations, My Girl
- 44. Michael Jackson, Billie Jean
- 45. Kendrick Lamar, Alright
- 46. M.I.A., Paper Planes
- 47. Elton John, Tiny Dancer
- 48. Radiohead, Idioteque
- 49. Lauryn Hill, Doo Wop (That Thing)
- 50. Daddy Yankee, Gasolina

- 51. Dionne Warwick, Walk On By
- 52. Donna Summer, I Feel Love
- 53. The Beach Boys, Good Vibrations
- 54. Smokey Robinson and The Miracles, The Tracks of My Tears
- 55. Madonna, Like a Prayer
- 56. Missy Elliott, Work It
- 57. Sly and the Family Stone, Family Affair
- 58. The Band, The Weight
- 59. Grandmaster Flash and the Furious Five, The Message
- 60. Kate Bush, Running Up That Hill
- 61. Led Zeppelin, Stairway to Heaven
- 62. U2, One
- 63. Dolly Parton, Jolene
- 64. Ramones, Blitzkrieg Bop
- 65. Earth, Wind and Fire, September
- 66. Simon and Garfunkel, Bridge Over Troubled Water
- 67. Bob Dylan, Tangled Up in Blue
- 68. Chic, Good Times
- 69. Taylor Swift, All Too Well
- 70. Elvis Presley, Suspicious Minds
- 71. Tracy Chapman, Fast Car
- 72. The Beatles, Yesterday
- 73. Beyoncé, Formation
- 74. Leonard Cohen, Hallelujah
- 75. Pulp, Common People

- 76. Johnny Cash, I Walk the Line
- 77. The Modern Lovers, Roadrunner
- 78. The Four Tops, Reach Out (I'll Be There)
- 79. Amy Winehouse, Back to Black
- 80. Ray Charles, What'd I Say
- 81. The Velvet Underground, I'm Waiting for the Man
- 82. Adele, Rolling in the Deep
- 83. Bob Dylan, Desolation Row
- 84. Al Green, Let's Stay Together
- 85. Prince, Kiss
- 86. The Rolling Stones, Tumbling Dice
- 87. LCD Soundsystem, All My Friends
- 88. Guns N’ Roses, Sweet Child o' Mine
- 89. The Beatles, Hey Jude
- 90. Aretha Franklin, (You Make Me Feel Like) A Natural Woman
- 91. UGK feat. Outkast, Int’l Players Anthem (I Choose You)
- 92. Little Richard, Good Golly, Miss Molly
- 93. Kelly Clarkson, Since U Been Gone
- 94. Whitney Houston, I Will Always Love You
- 95. Oasis, Wonderwall
- 96. Jay-Z, 99 Problems
- 97. Patti Smith, Gloria
- 98. The Beatles, In My Life
- 99. Bee Gees, Stayin' Alive
- 100. Bob Dylan, Blowin' in the Wind

- 101. Yeah Yeah Yeahs, Maps
- 102. Chuck Berry, Maybellene
- 103. Alanis Morissette, You Oughta Know
- 104. The Jackson 5, I Want You Back
- 105. David Bowie, Life on Mars?
- 106. The Rolling Stones, Sympathy for the Devil
- 107. Wu-Tang Clan, C.R.E.A.M.
- 108. The Cure, Just like Heaven
- 109. Sly and the Family Stone, Everyday People
- 110. The Beatles, Something
- 111. Bruce Springsteen, Thunder Road
- 112. R.E.M., Losing My Religion
- 113. Stevie Wonder, Higher Ground
- 114. Britney Spears, Toxic
- 115. Etta James, At Last!
- 116. Rob Base and DJ E-Z Rock, It Takes Two
- 117. Aretha Franklin, I Say a Little Prayer
- 118. Radiohead, Creep
- 119. Marvin Gaye, I Heard It Through the Grapevine
- 120. X-Ray Spex, Oh Bondage Up Yours!
- 121. The Beatles, Let It Be
- 122. The Impressions, People Get Ready
- 123. Talking Heads, This Must Be the Place (Naive Melody)
- 124. Buddy Holly, That’ll Be the Day
- 125. Sex Pistols, Anarchy in the U.K.

- 126. George Michael, Freedom! '90
- 127. TLC, Waterfalls
- 128. Led Zeppelin, Whole Lotta Love
- 129. Drake feat. Majid Jordan, Hold On, We're Going Home
- 130. Martha and the Vandellas, Dancing in the Street
- 131. Ben E. King, Stand by Me
- 132. Eric B. & Rakim, Paid in Full
- 133. Journey, Don't Stop Believin'
- 134. Tina Turner, What's Love Got to Do with It
- 135. The Beatles, She Loves You
- 136. Otis Redding, Try a Little Tenderness
- 137. Ariana Grande, Thank U, Next
- 138. Blondie, Heart of Glass
- 139. Madonna, Vogue
- 140. Bob Marley and the Wailers, No Woman, No Cry
- 141. Rod Stewart, Maggie May
- 142. George Jones, He Stopped Loving Her Today
- 143. The Clash, London Calling
- 144. The Rolling Stones, Jumpin' Jack Flash
- 145. Outkast, Ms. Jackson
- 146. James Taylor, Fire and Rain
- 147. Fats Domino, Blueberry Hill
- 148. Led Zeppelin, Kashmir
- 149. Elton John, Rocket Man
- 150. Green Day, Basket Case

- 151. The Shirelles, Will You Love Me Tomorrow
- 152. Creedence Clearwater Revival, Proud Mary
- 153. Rick James, Super Freak
- 154. Howlin' Wolf, Spoonful
- 155. The Strokes, Last Nite
- 156. The Kingsmen, Louie Louie
- 157. Sonic Youth, Teenage Riot
- 158. The Meters, Cissy Strut
- 159. The Who, Baba O'Riley
- 160. R.E.M., Nightswimming
- 161. Madonna, Into the Groove
- 162. Nick Drake, Pink Moon
- 163. Fleetwood Mac, Landslide
- 164. Bob Dylan, Mr. Tambourine Man
- 165. Hank Williams, I'm So Lonesome I Could Cry
- 166. Mott the Hoople, All the Young Dudes
- 167. Eminem, Lose Yourself
- 168. Dusty Springfield, Son of a Preacher Man
- 169. Tom Petty and the Heartbreakers, American Girl
- 170. The Five Satins, In the Still of the Night
- 171. Louis Armstrong, What a Wonderful World
- 172. Nina Simone, Mississippi Goddam
- 173. Television, Marquee Moon
- 174. R.E.M., Radio Free Europe
- 175. The Flamingos, I Only Have Eyes for You

- 176. The Kinks, You Really Got Me
- 177. Van Halen, Jump
- 178. Billie Eilish, Bad Guy
- 179. Pink Floyd, Comfortably Numb
- 180. Lou Reed, Walk on the Wild Side
- 181. The Byrds, Eight Miles High
- 182. Simon and Garfunkel, The Sound of Silence
- 183. Stevie Wonder, You Are the Sunshine of My Life
- 184. Sinéad O'Connor, Nothing Compares 2 U
- 185. Michael Jackson, Beat It
- 186. The Staple Singers, I'll Take You There
- 187. Bob Dylan, Subterranean Homesick Blues
- 188. The Jimi Hendrix Experience, Little Wing
- 189. David Bowie, Space Oddity
- 190. N.W.A, Fuck tha Police
- 191. Bobbie Gentry, Ode to Billie Joe
- 192. Geto Boys, Mind Playing Tricks on Me
- 193. The Rolling Stones, Wild Horses
- 194. PJ Harvey, Rid of Me
- 195. Patsy Cline, Crazy
- 196. James Brown, Get Up (I Feel like Being a) Sex Machine
- 197. Ann Peebles, I Can't Stand the Rain
- 198. Marvin Gaye, Sexual Healing
- 199. Aerosmith, Dream On
- 200. David Bowie, Changes

- 201. Johnny Cash, Ring of Fire
- 202. Elton John, Your Song
- 203. Stevie Wonder, Signed, Sealed, Delivered I'm Yours
- 204. David Bowie, Young Americans
- 205. Britney Spears, ...Baby One More Time
- 206. Glen Campbell, Wichita Lineman
- 207. Rage Against the Machine, Killing in the Name
- 208. Hole, Doll Parts
- 209. Don Henley, The Boys of Summer
- 210. Funkadelic, One Nation Under a Groove
- 211. U2, With or Without You
- 212. Boston, More Than a Feeling
- 213. The Rolling Stones, Paint It, Black
- 214. Steely Dan, Deacon Blues
- 215. Mobb Deep, Shook Ones Pt. II
- 216. Elvis Presley, Jailhouse Rock
- 217. Stevie Nicks, Edge of Seventeen
- 218. Wilson Pickett, In the Midnight Hour
- 219. Tom Petty, Free Fallin'
- 220. New Order, Bizarre Love Triangle
- 221. Ike and Tina Turner, River Deep - Mountain High
- 222. Crosby, Stills, and Nash, Suite: Judy Blue Eyes
- 223. Eminem feat. Dido, Stan
- 224. Derek and the Dominos, Layla
- 225. Joni Mitchell, Both Sides, Now

- 226. The Smiths, There Is a Light That Never Goes Out
- 227. Creedence Clearwater Revival, Fortunate Son
- 228. Beyoncé, Single Ladies (Put a Ring on It)
- 229. Woody Guthrie, This Land Is Your Land
- 230. The Byrds, Mr. Tambourine Man
- 231. Whitney Houston, I Wanna Dance with Somebody (Who Loves Me)
- 232. The Who, My Generation
- 233. Deee-Lite, Groove Is in the Heart
- 234. The Supremes, You Keep Me Hangin' On
- 235. New Order, Blue Monday
- 236. Bill Withers, Lean on Me
- 237. Hank Williams, Your Cheatin' Heart
- 238. Aaliyah, Are You That Somebody?
- 239. Big Star, September Gurls
- 240. Backstreet Boys, I Want It That Way
- 241. Digital Underground, The Humpty Dance
- 242. Jerry Lee Lewis, Great Balls of Fire
- 243. The Beatles, Eleanor Rigby
- 244. Pavement, Summer Babe (Winter Version)
- 245. Beastie Boys, Sabotage
- 246. Faces, Ooh La La
- 247. Joni Mitchell, River
- 248. N.W.A, Straight Outta Compton
- 249. Joan Jett, Bad Reputation
- 250. The Jimi Hendrix Experience, Purple Haze

- 251. Gloria Gaynor, I Will Survive
- 252. Parliament, Flash Light
- 253. Willie Nelson, Blue Eyes Crying in the Rain
- 254. The Supremes, Stop! In the Name of Love
- 255. Loretta Lynn, Coal Miner's Daughter
- 256. Metallica, Master of Puppets
- 257. Martha Reeves and the Vandellas, Heat Wave
- 258. Gil Scott-Heron, The Revolution Will Not Be Televised
- 259. Neil Young, Heart of Gold
- 260. The Wailers, Get Up, Stand Up
- 261. Curtis Mayfield, Pusherman
- 262. Paul Simon, American Tune
- 263. Dolly Parton, Coat of Many Colors
- 264. Marvin Gaye, Let's Get It On
- 265. The Replacements, Left of the Dial
- 266. Augustus Pablo, King Tubby Meets the Rockers Uptown
- 267. Drake feat. Rihanna, Take Care
- 268. The Isley Brothers, Shout (Parts 1 and 2)
- 269. The Righteous Brothers, Unchained Melody
- 270. Nine Inch Nails, Closer
- 271. Procol Harum, A Whiter Shade of Pale
- 272. Thin Lizzy, The Boys Are Back in Town
- 273. Roberta Flack, Killing Me Softly with His Song
- 274. Al Green, Love and Happiness
- 275. Randy Newman, Sail Away

- 276. Buzzcocks, Ever Fallen in Love (With Someone You Shouldn't've)
- 277. Bo Diddley, Bo Diddley
- 278. Toots and the Maytals, Pressure Drop
- 279. Radiohead, Karma Police
- 280. The Beatles, Penny Lane
- 281. Clipse, Grindin'
- 282. INXS, Never Tear Us Apart
- 283. Ray Charles, Georgia on My Mind
- 284. Leonard Cohen, Suzanne
- 285. Destiny's Child, Say My Name
- 286. ABBA, Dancing Queen
- 287. AC/DC, You Shook Me All Night Long
- 288. The Funky 4+1, That's the Joint
- 289. Bruce Springsteen, Atlantic City
- 290. Usher feat. Lil Jon, Ludacris, Yeah!
- 291. Phil Collins, In the Air Tonight
- 292. A Tribe Called Quest, Can I Kick It?
- 293. Alice Cooper, School's Out
- 294. The Velvet Underground, Sweet Jane
- 295. The Who, Won't Get Fooled Again
- 296. Bikini Kill, Rebel Girl
- 297. The Beach Boys, Wouldn't It Be Nice
- 298. Bruce Springsteen, Jungleland
- 299. Screamin' Jay Hawkins, I Put a Spell on You
- 300. The B-52's, Rock Lobster

- 301. Bob Seger, Night Moves
- 302. Pink Floyd, Wish You Were Here
- 303. TLC, No Scrubs
- 304. Kraftwerk, Trans-Europe Express
- 305. The Police, Every Breath You Take
- 306. Aretha Franklin, Chain of Fools
- 307. Gnarls Barkley, Crazy
- 308. Liz Phair, Divorce Song
- 309. Bill Withers, Ain't No Sunshine
- 310. The Doors, Light My Fire
- 311. Eagles, Hotel California
- 312. Isaac Hayes, Walk On By
- 313. Smokey Robinson and The Miracles, The Tears of a Clown
- 314. The Stooges, I Wanna Be Your Dog
- 315. John Coltrane, Acknowledgement
- 316. The Shangri-Las, Leader of the Pack
- 317. Bob Dylan, Visions of Johanna
- 318. Big Mama Thornton, Hound Dog
- 319. Tears for Fears, Everybody Wants to Rule the World
- 320. 2Pac, California Love
- 321. U2, I Still Haven't Found What I'm Looking For
- 322. Neil Young, After the Gold Rush
- 323. The Everly Brothers, All I Have to Do Is Dream
- 324. Billy Joel, Scenes from an Italian Restaurant
- 325. Iggy Pop, Lust for Life

- 326. Rilo Kiley, Portions for Foxes
- 327. Mary J. Blige, Real Love
- 328. Red Hot Chili Peppers, Under the Bridge
- 329. Bad Bunny, Safaera
- 330. The Notorious B.I.G., Big Poppa
- 331. The Marvelettes, Please Mr. Postman
- 332. Rihanna feat. Jay-Z, Umbrella
- 333. The Temptations, Papa Was a Rollin' Stone
- 334. The Grateful Dead, Ripple
- 335. Marshall Jefferson, Move Your Body (The House Music Anthem)
- 336. Hall & Oates, She's Gone
- 337. Cher, Believe
- 338. Black Sabbath, Paranoid
- 339. Prince, 1999
- 340. The Clash, (White Man) in Hammersmith Palais
- 341. The Monkees, I'm a Believer
- 342. Chuck Berry, Promised Land
- 343. The Doobie Brothers, What a Fool Believes
- 344. Black Sabbath, Iron Man
- 345. Carole King, It's Too Late
- 346. BTS, Dynamite
- 347. Elvis Presley, Heartbreak Hotel
- 348. Roxy Music, Virginia Plain
- 349. The Zombies, Time of the Season
- 350. John Prine, Angel From Montgomery

- 351. Jorge Ben, Ponta de Lança Africano (Umbabarauma)
- 352. Ice Cube, It Was a Good Day
- 353. Eurythmics, Sweet Dreams (Are Made of This)
- 354. Michael Jackson, Rock With You
- 355. Thelma Houston, Don't Leave Me This Way
- 356. Cheap Trick, Surrender
- 357. Taylor Swift, Blank Space
- 358. Patti Smith, Because the Night
- 359. Fugees, Killing Me Softly with His Song
- 360. Prince, Little Red Corvette
- 361. Jimmy Cliff, The Harder They Come
- 362. Kacey Musgraves, Merry Go 'Round
- 363. Bob Marley and the Wailers, Could You Be Loved
- 364. The Grateful Dead, Box of Rain
- 365. Sex Pistols, God Save the Queen
- 366. The Crystals, Da Doo Ron Ron
- 367. Frank Ocean, Thinkin Bout You
- 368. Soundgarden, Black Hole Sun
- 369. The Cars, Just What I Needed
- 370. Buddy Holly, Peggy Sue
- 371. Elton John, Bennie and the Jets
- 372. Bonnie Raitt, I Can't Make You Love Me
- 373. Drake, Hotline Bling
- 374. William DeVaughn, Be Thankful for What You Got
- 375. The Drifters, Up on the Roof

- 376. Merle Haggard, Mama Tried
- 377. The Cure, Pictures of You
- 378. The Killers, Mr. Brightside
- 379. D'Angelo, Untitled (How Does It Feel)
- 380. Fountains of Wayne, Radiation Vibe
- 381. The Slits, Typical Girls
- 382. Fiona Apple, Paper Bag
- 383. Childish Gambino, Redbone
- 384. Cardi B, J Balvin, Bad Bunny, I Like It
- 385. Diana Ross, I'm Coming Out
- 386. The Kinks, Lola
- 387. New York Dolls, Personality Crisis
- 388. DMX, Party Up (Up in Here)
- 389. Pretenders, Brass in Pocket
- 390. Metallica, Enter Sandman
- 391. Eric Church, Springsteen
- 392. Coldplay, Fix You
- 393. James Brown, Say It Loud - I'm Black and I'm Proud
- 394. Jeff Buckley, Grace
- 395. Afrika Bambaataa & The Soulsonic Force, Planet Rock
- 396. Elvis Costello, Alison
- 397. Public Enemy, Bring the Noise
- 398. Duran Duran, Hungry like the Wolf
- 399. Sylvester, You Make Me Feel (Mighty Real)
- 400. David Bowie, Station to Station

- 401. Fleetwood Mac, Go Your Own Way
- 402. Bill Withers, Lovely Day
- 403. Rufus & Chaka Khan, Ain't Nobody
- 404. Kiss, Rock and Roll All Nite
- 405. Selena, Amor Prohibido
- 406. Run-DMC, Sucker MC's
- 407. Lynyrd Skynyrd, Free Bird
- 408. Cat Stevens, Father and Son
- 409. Foo Fighters, Everlong
- 410. The Allman Brothers Band, Whipping Post
- 411. Wilco, Heavy Metal Drummer
- 412. Neneh Cherry, Buffalo Stance
- 413. Them, Gloria
- 414. Blondie, Dreaming
- 415. Depeche Mode, Enjoy the Silence
- 416. Pearl Jam, Alive
- 417. Mark Ronson feat. Bruno Mars, Uptown Funk
- 418. Booker T. & the M.G.'s, Green Onions
- 419. Mariah Carey, Fantasy
- 420. The Mamas and the Papas, California Dreamin'
- 421. The Smiths, How Soon Is Now?
- 422. Craig Mack feat. Notorious B.I.G., LL Cool J, Busta Rhymes, Rampage, Flava in Ya Ear (Remix)
- 423. Fiona Apple, Criminal
- 424. Blackstreet feat. Dr. Dre, Queen Pen, No Diggity
- 425. Muddy Waters, Mannish Boy

- 426. Nicki Minaj, Super Bass
- 427. The Sugarhill Gang, Rapper's Delight
- 428. Harry Styles, Sign of the Times
- 429. Queen & David Bowie, Under Pressure
- 430. Pete Rock & CL Smooth, They Reminisce Over You (T.R.O.Y.)
- 431. Prince, Adore
- 432. Eddie Cochran, Summertime Blues
- 433. Pet Shop Boys, West End Girls
- 434. Ramones, Sheena Is a Punk Rocker
- 435. Rush, Limelight
- 436. Carly Rae Jepsen, Call Me Maybe
- 437. Lucinda Williams, Passionate Kisses
- 438. Megan Thee Stallion feat. Beyoncé, Savage (Remix)
- 439. Celia Cruz, La Vida es un Carnaval
- 440. Alicia Keys, If I Ain't Got You
- 441. Miranda Lambert, The House That Built Me
- 442. Motörhead, Ace of Spades
- 443. Fall Out Boy, Sugar, We're Goin Down
- 444. 50 Cent, In da Club
- 445. T. Rex, Cosmic Dancer
- 446. Bruce Springsteen, Rosalita (Come Out Tonight)
- 447. The Beatles, Help!
- 448. Erykah Badu, Tyrone
- 449. Blue Öyster Cult, (Don't Fear) The Reaper
- 450. Neil Young, Powderfinger

- 451. Migos feat. Lil Uzi Vert, Bad and Boujee
- 452. Toto, Africa
- 453. Missy Elliott, The Rain (Supa Dupa Fly)
- 454. Sister Nancy, Bam Bam
- 455. Jefferson Airplane, White Rabbit
- 456. Lana Del Rey, Summertime Sadness
- 457. Bon Jovi, Livin' on a Prayer
- 458. Beck, Loser
- 459. Sade, No Ordinary Love
- 460. Steel Pulse, Ku Klux Klan
- 461. Roy Orbison, Crying
- 462. Van Morrison, Into the Mystic
- 463. John Lee Hooker, Boom Boom
- 464. Joni Mitchell, Help Me
- 465. Daft Punk feat. Pharrell Williams, Get Lucky
- 466. Luther Vandross, Never Too Much
- 467. Nirvana, Come as You Are
- 468. Mazzy Star, Fade Into You
- 469. Dixie Chicks, Goodbye Earl
- 470. Gladys Knight & the Pips, Midnight Train to Georgia
- 471. The Animals, The House of the Rising Sun
- 472. Peter Gabriel, Solsbury Hill
- 473. Tammy Wynette, Stand by Your Man
- 474. Curtis Mayfield, Move On Up
- 475. Janet Jackson, Rhythm Nation

- 476. Kris Kristofferson, Sunday Mornin' Comin' Down
- 477. The Go-Go's, Our Lips Are Sealed
- 478. Juvenile feat. Lil Wayne and Mannie Fresh, Back That Azz Up
- 479. Santana, Oye Como Va
- 480. Biz Markie, Just a Friend
- 481. Robert Johnson, Cross Road Blues
- 482. Lady Gaga, Bad Romance
- 483. The Four Tops, I Can't Help Myself (Sugar Pie, Honey Bunch)
- 484. Weezer, Buddy Holly
- 485. Azealia Banks, 212
- 486. Lil Wayne, A Milli
- 487. Solange, Cranes in the Sky
- 488. The Weeknd, House of Balloons
- 489. The Breeders, Cannonball
- 490. Lil Nas X, Old Town Road
- 491. Guns N' Roses, Welcome to the Jungle
- 492. Miles Davis, So What
- 493. The Pixies, Where Is My Mind?
- 494. Cyndi Lauper, Time After Time
- 495. Carly Simon, You're So Vain
- 496. Harry Nilsson, Without You
- 497. Lizzo, Truth Hurts
- 498. Townes Van Zandt, Pancho and Lefty
- 499. The Supremes, Baby Love
- 500. Kanye West, Stronger

## Statistiche (edizione 2003)
La canzone più vecchia della lista è Rollin' Stone di Muddy Waters del 1948. La sola altra canzone degli anni quaranta è I'm So Lonesome I Could Cry di Hank Williams del 1949. La più recente è Hey Ya! degli OutKast del 2003 (180º), una delle sole tre canzoni del nuovo secolo insieme ad altre due di Eminem: Stan del 2000 (290º) e Lose Yourself del 2002 (166º).
Con 23 canzoni, i Beatles sono i musicisti più rappresentati. Sono seguiti dai Rolling Stones (14 canzoni), Bob Dylan (13 canzoni), Elvis Presley (11 canzoni), Holland-Dozier-Holland (come autori) e U2 (8), Beach Boys e Jimi Hendrix (7), e James Brown, Chuck Berry, Led Zeppelin, Prince e Sly & the Family Stone (6) e, con 5 canzoni a testa, Elton John, Ray Charles, The Clash, The Drifters, Buddy Holly, Who. Da notare la presenza di Eric Clapton con 5 canzoni (tre con i Cream, una con Derek and the Dominos e un'altra da solista). Con 4 canzoni sono rappresentati molti artisti: Al Green, Aretha Franklin, Bob Marley, Bruce Springsteen, Creedence Clearwater Revival, David Bowie, The Everly Brothers, Four Tops, Muddy Waters, Nirvana, Roy Orbison, Sam Cooke e Stevie Wonder.
Solo tre canzoni compaiono nella lista due volte con due differenti interpreti:
- Blue Suede Shoes cantata dall'autore Carl Perkins, e la reinterpretazione di Elvis Presley
- Mr. Tambourine Man cantata da Bob Dylan, e la reinterpretazione dei Byrds
- Walk This Way, cantata dagli Aerosmith, e la reinterpretazione dei Run DMC

Le canzoni di durata più lunga sono:
- Rapper's Delight dei Sugarhill Gang (14 minuti e 29 secondi)
- The End dei Doors (11 minuti e 43 secondi)
- Desolation Row di Bob Dylan (11 minuti e 23 secondi)
- Marquee Moon dei Television (10 minuti e 47 secondi)

Le canzoni di durata più corta sono:
- Rave On di Buddy Holly (1 minuto e 50 secondi)
- Great Balls of Fire di Jerry Lee Lewis (1 minuto e 50 secondi)
- C'mon Everybody di Eddie Cochran (1 minuto e 55 secondi)

Le prime 5 canzoni cantate da donne sono:
- Respect di Aretha Franklin, posizione numero 5
- Be My Baby delle Ronettes, posizione numero 22
- River Deep Mountain High di Ike & Tina Turner, posizione numero 33
- Dancing in the Street di Martha and the Vandellas, posizione numero 40
- Walk On By di Dionne Warwick, posizione numero 70

Le prime 20 canzoni di gruppi sono:
- (I Can't Get No) Satisfaction dei Rolling Stones, posizione numero 2
- Good Vibrations dei Beach Boys, posizione numero 6
- Hey Jude dei Beatles, posizione numero 8
- Smells Like Teen Spirit dei Nirvana, posizione numero 9
- My Generation degli Who, posizione numero 11
- Yesterday dei Beatles, posizione numero 13
- London Calling dei Clash, posizione numero 15
- I Want to Hold Your Hand dei Beatles, posizione numero 16
- Let It Be dei Beatles, posizione numero 20
- Be My Baby delle Ronettes, posizione numero 22
- In My Life dei Beatles, posizione numero 23
- People Get Ready degli Impressions, posizione numero 24
- God Only Knows dei Beach Boys, posizione numero 25
- A Day in the Life dei Beatles, posizione numero 26
- Layla di Derek and the Dominos, posizione numero 27
- Help! dei Beatles, posizione numero 29
- Stairway to Heaven dei Led Zeppelin, posizione numero 31
- Sympathy for the Devil dei Rolling Stones, posizione numero 32
- Light My Fire dei Doors, posizione numero 35
- One degli U2, posizione numero 36
- Gimme Shelter dei Rolling Stones, posizione numero 38

## Critiche
La principale critica alla lista è che appare fortemente sbilanciata verso la musica di produzione statunitense e britannica e verso il genere rock bianco. La lista è infatti costituita esclusivamente da canzoni cantate in lingua inglese, eccetto il brano La Bamba (345º), nella versione cantata dallo statunitense Ritchie Valens (in spagnolo). Inoltre, delle 500 canzoni incluse nella lista, 357 sono di autori statunitensi, e 117 di autori britannici; il terzo paese più rappresentato è il Canada con 10 canzoni, quindi la Repubblica d'Irlanda con 8. Seguono la Giamaica con 7 brani (4 dei quali di Bob Marley), tre dell'Australia (di cui due degli AC/DC), e una della Svezia (Dancing Queen degli ABBA).
Un'altra comune critica è che la lista concentra le sue attenzioni soprattutto sugli anni sessanta e settanta, tralasciando i periodi più recenti e i nuovi generi musicali: 202 canzoni sono degli anni sessanta, 144 degli anni settanta, 55 degli anni ottanta, 24 degli anni novanta e soltanto 3 del XXI secolo.